# Trojan (automóviles)
Trojan era un fabricante de automóviles británico que produjo vehículos ligeros entre 1914 y 1965, así como vehículos comerciales ligeros por un corto tiempo.

## Primeros años
La compañía fue fundada por Leslie Hayward Hounsfield (1877-1957), quien inició su actividad como ingeniero en un pequeño taller llamado "Polygon Engineering Works" en Clapham, al sur de Londres. Tuvo la idea de fabricar un automóvil simple y económico que fuese fácil de conducir. En 1910 comenzó a trabajar en su diseño.
Completó el prototipo en 1913. Tenía un motor de dos tiempos con cuatro cilindros dispuestos dos a dos, y cada par compartía la misma cámara de combustión común, una versión duplicada de lo que luego se llamaría motor de pistón doble. Los pistones de cada par impulsaban conjuntamente un cigüeñal, al que estaban acoplados por una biela en forma de "V". Para que esta disposición funcione, es necesario que la biela se flexione ligeramente, lo que va completamente en contra de la práctica habitual. Se argumentaba que cada motor tenía solo siete partes móviles, cuatro pistones, dos bielas y un cigüeñal. Este último estaba conectado a un engranaje planetario de dos velocidades, para simplificar el cambio de marchas, y una cadena llevaba la tracción a las ruedas traseras. Se utilizaban anticuados neumáticos macizos para evitar pinchazos, y resortes de suspensión muy largos para proporcionar un poco de comodidad a la marcha.
El estallido de la Primera Guerra Mundial antes de que pudiera comenzar la producción, hizo que Trojan Ltd (como se había denominado la compañía en 1914), se dedicara a fabricar máquinas herramienta y medidores entre 1914 y 1918. En 1920 se realizó la primera serie de seis coches en Croydon y la versión de producción final se presentó en 1922 en el Salón del Automóvil de Londres. Se llegó a un acuerdo con la Leyland Motor Corporation para producir los automóviles en su fábrica de Kingston upon Thames, donde se estaba acabando el trabajo de reacondicionamiento de los antiguos camiones militares fabricados para la Real Fuerza Aérea Británica. Este acuerdo continuó hasta 1928, cuando Leyland necesitó el espacio de la fábrica para la producción de camiones. Durante los casi siete años del acuerdo, se fabricaron 11.000 automóviles y 6700 camionetas.

## Trojan Utility Car
El Trojan Utility Car salió al mercado con un precio de 230 libras, que se redujo a 125 libras en 1925, lo mismo que un Ford T. Casi nada era convencional en este modelo. En lugar de un chasis, el automóvil tenía una bandeja con la forma del casco de un bote que alojaba el motor y la transmisión debajo de los asientos. La transmisión usaba una cadena para impulsar las llantas macizas equipadas con neumáticos inflables. El motor de 1527 cc para el ingenioso diseño de Hounsfield se ponía en marcha tirando de una palanca situada a la derecha del conductor. Para demostrar su gran economía de uso, la compañía lo lanzó con el eslogan "¿Puede darse el lujo de caminar?" y calculó que sobre 200 millas (321,9 km) costaría más en zapatos y calcetines que cubrir la distancia en un Trojan.
Se lanzó un modelo modificado en 1920, con un motor más pequeño de 1488 cc para incorporarlo por motivos fiscales a la clase de menos de 1.5 litros y con neumáticos inflables disponible como opción. Se vendía con una garantía de 5000 millas (8046,7 km). Se firmó un importante contrato para suministrar las furgonetas de reparto con la marca de té Brooke Bond, lo que hizo que este modelo se hiciera muy familiar en todo el Reino Unido. Con una velocidad máxima de 38 millas por hora (61,2 km/h), no estaba pensado para conductores que buscasen altas prestaciones.

## Trojan RE y la década de 1930

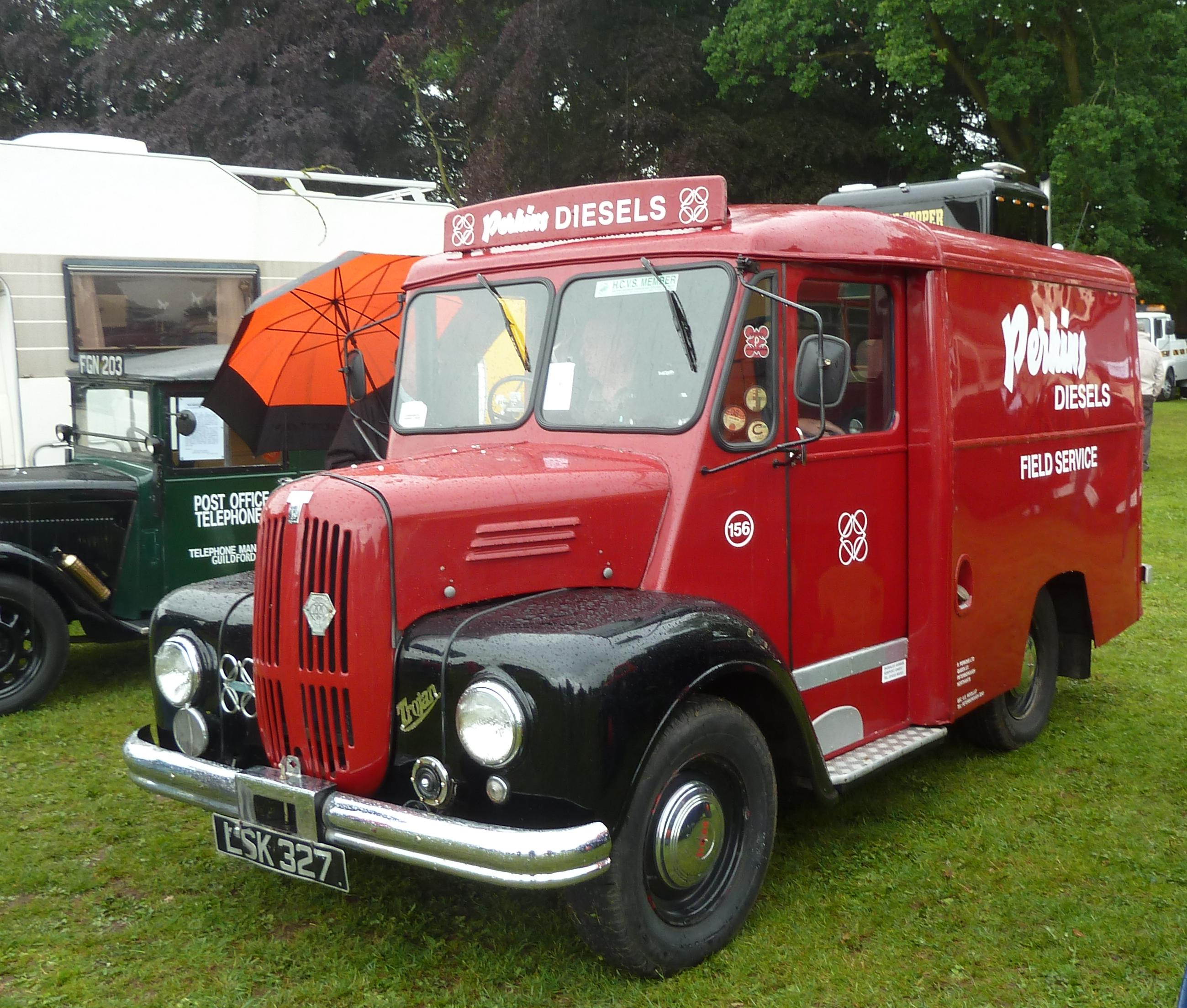
Furgoneta diésel de 1950 con motor Perkins

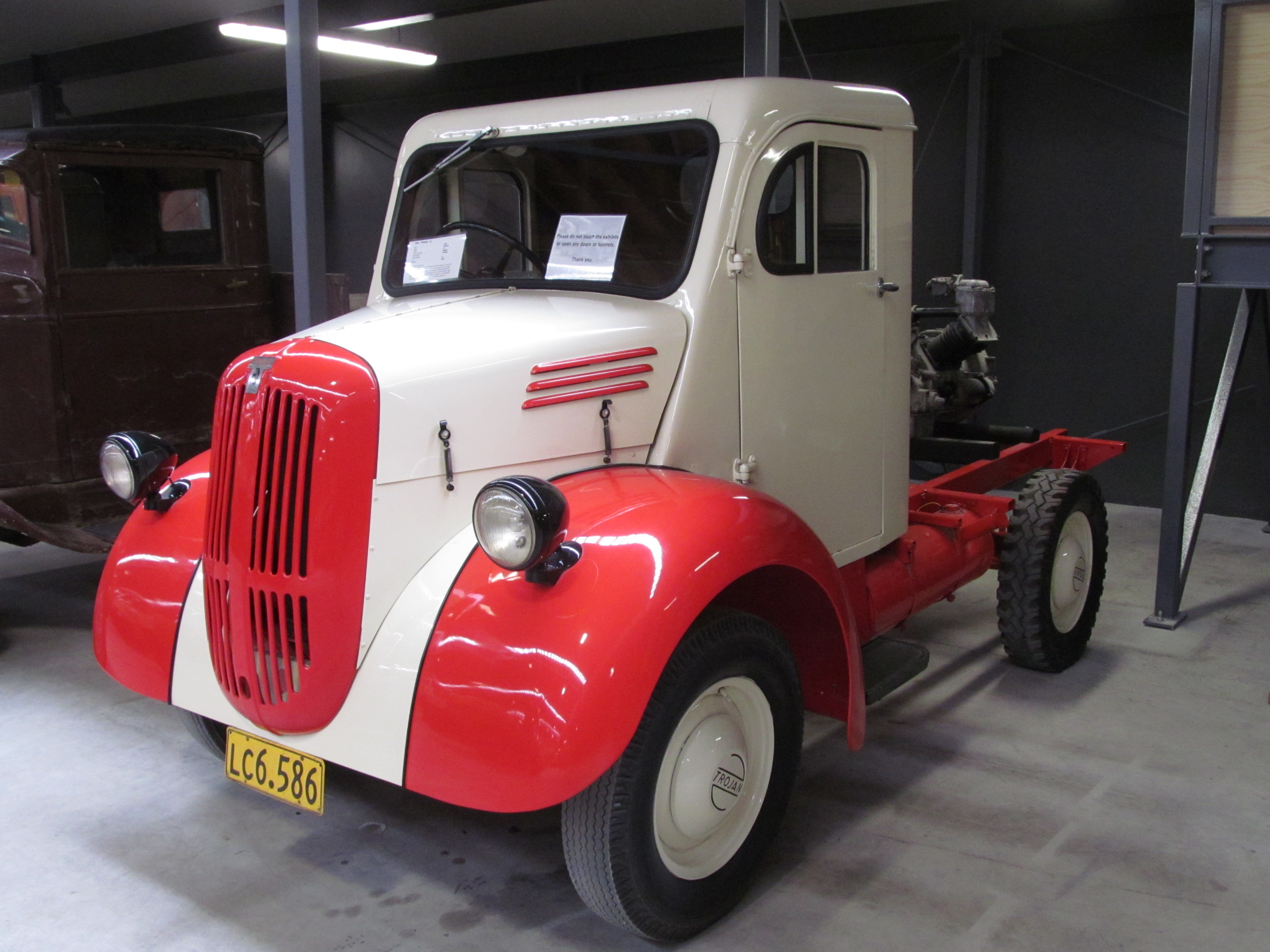
Trojan 15 de 1953 en un museo de Nueva Zelanda

Con el fin de la asociación con Leyland, Leslie Hounsfield se hizo cargo de la producción en las nuevas instalaciones de Croydon, aunque Leyland continuó suministrando algunas piezas hasta principios de los años 1930. A pesar de los nuevos estilos de carrocería, las ventas de los automóviles estaban cayendo, por lo que se lanzó en 1931 un nuevo modelo, el RE ("Rear Engine": motor trasero), capaz de alcanzar 45 millas por hora (72,4 km/h). Todavía no incorporaba arranque eléctrico y solo tenía frenos en las ruedas traseras. Era un diseño muy anticuado, y pese a que se diseñaron nuevas carrocerías más modernas, solo se vendieron 250 unidades. Un último intento fue el Wayfarer de 1934, con el motor central, una caja de cambios de tres velocidades y eje de transmisión, pero solo se vendieron tres; y el Mastra de 6 cilindros no mejoró estos resultados, con solo dos unidades producidas. Sin embargo, la furgoneta original continuó vendiéndose bien, y el coche utilitario aún permaneció a la venta: el último fue entregado en 1937.
Leslie Hounsfield había dejado la compañía en 1930 para establecer una nueva empresa que creaba, entre otras cosas, la cama de campamento "Safari", cuya producción se hizo masiva durante la Segunda Guerra Mundial.
Trojan Ltd continuó fabricando furgonetas hasta que estalló la guerra, y durante las hostilidades fabricó bastidores de bombas y contenedores de paracaídas. Con la paz, se reinició la producción de la camioneta con el motor original hasta 1952, cuando fue reemplazado por un Perkins diésel.

## Cochesburbujay deportivos

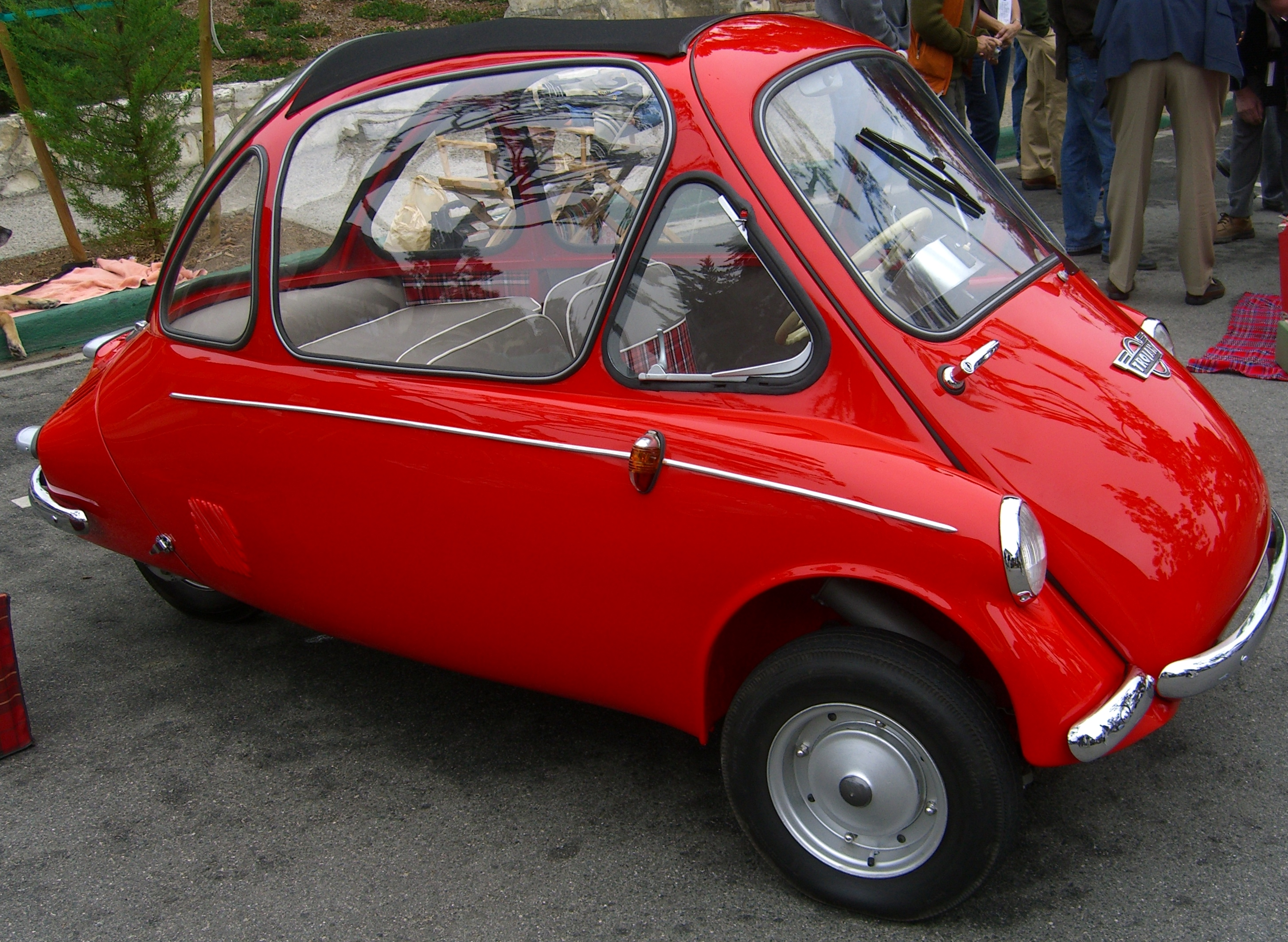
Trojan 200 (1963)

En 1959, la compañía fue comprada por Peter Agg, y entre 1960 y 1965 construyó bajo licencia el Heinkel Kabine (un minicoche burbuja), que se vendió como el Trojan 200, el último vehículo con el nombre de Trojan. La compañía adquirió los derechos para fabricar el Elva Courier sports en 1962, produjo 210 autos entre 1962 y 1965, cuando la producción pasó de los automóviles de carretera a la del McLaren-Elva.
La compañía existió como Trojan Limited (la compañía se fundó el 27 de febrero de 1914, con el número 134254) hasta el 19 de marzo de 2013, pero ya no operaba en la fábrica de Croydon, que se vendió con la disolución voluntaria de la compañía.

## Trokart y Trobike

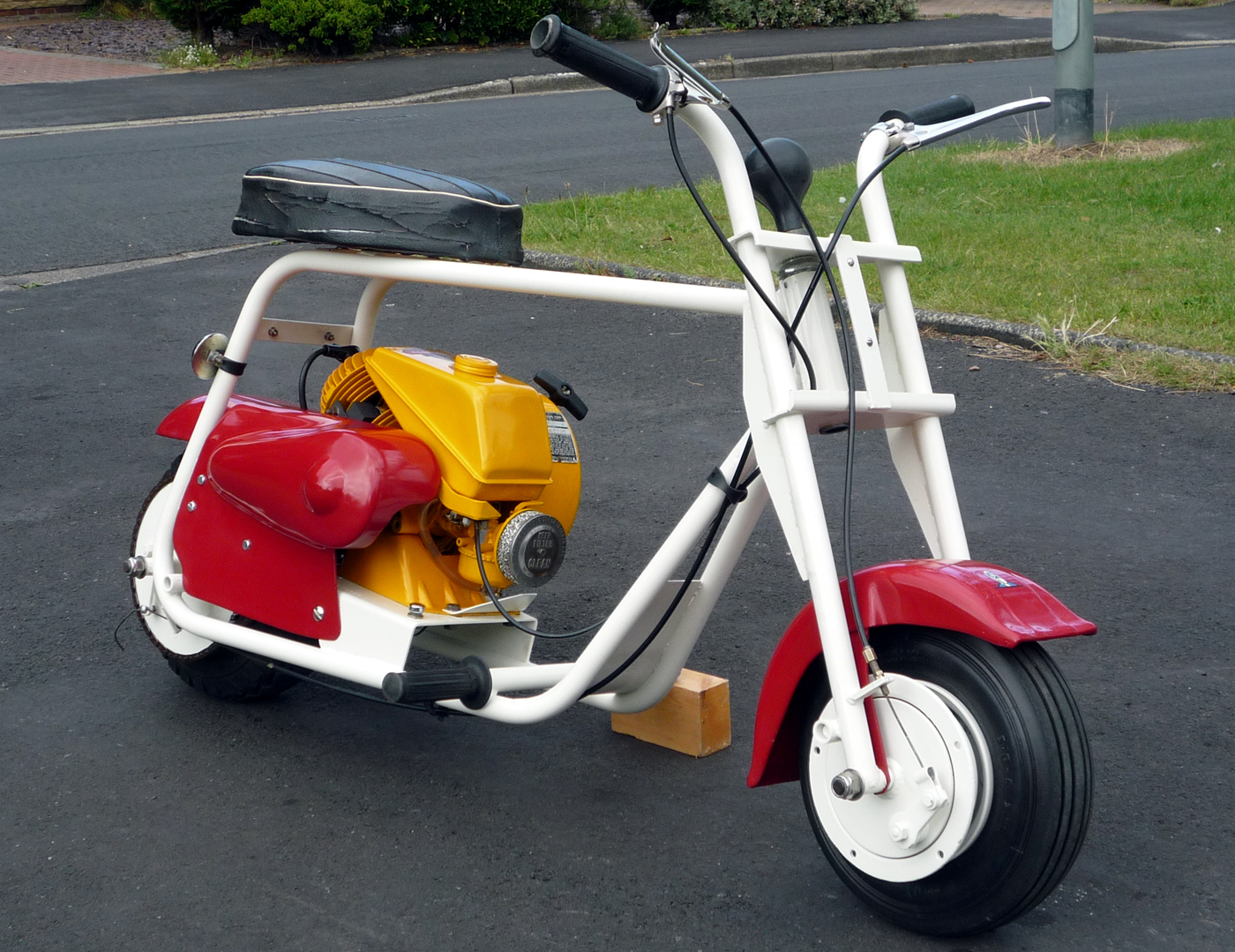
Trobike de 1961

En 1959, Trojan comenzó a fabricar el Trokart usando este el motor Clinton de 95 cc y 2,5 CV, que ya estaba disponible y era barato.  Estos karts se comercializaron tanto completamente montados como en un kit (para evitar el impuesto de compra), vendiéndose por tan solo 25 libras. Hacia 1963 se estimaba que se habían vendido 250.000 motores en los Estados Unidos y 10.000 en Gran Bretaña, todos para la práctica del karting. Este deporte tuvo su origen a finales de la década de 1950, convirtiéndose en una moda que arrasaba entre los adolescentes norteamericanos. El karting llegó a Gran Bretaña con los militares estadounidenses, que importaron karts o incluso llegaron a fabricarlos.
Por su parte, la Trobike era una minimotocicleta que utilizaba el mismo motor Clinton que los Karts. También se comercializó montada o en kit, lo que propició una construcción extremadamente simple para facilitar su montaje. Sin embargo, su éxito fue muy limitado, vendiéndose tan solo entre 500 y 600 ejemplares en los dos años que duró su comercialización, hasta 1962. 
En noviembre de 1961, la fábrica, que también producía los scooters Lambretta, se había adaptado para producir un coche burbuja de tres ruedas bajo licencia Heinkel, entonces conocido como el "Trojan Cabin Cruiser".